# جون ويلسون كامبل
جون ويلسون كامبل (بالإنجليزية: John Wilson Campbell)‏ (و. 1782 – 1833 م) هو سياسي، ومحام، وقاض من الولايات المتحدة الأمريكية ولد في مقاطعة أوغوستا.
وهو عضو في الحزب الجمهوري الديمقراطي .